# Menhir de Nöggenschwiel
Le menhir de Nöggenschwiel (en allemand : menhir von Nöggenschwiel), connu également sous le nom de Lange Stein (« Longue Pierre »), est un mégalithe datant du Néolithique situé près de la commune de Weilheim, dans le Bade-Wurtemberg, en Allemagne.

## Situation
Le menhir est situé entre Nöggenschwiel et Bierbronnen, deux anciennes municipalités aujourd'hui intégrées à Weilheim.

## Description
Il s'agit d'un monolithe taillé dans le grès et mesurant près de 2 m de hauteur.

## Histoire
Le menhir a peut-être été érigé par des gens de la culture de Horgen (en).